# Xolelo Thaddaeus Kumalo
Xolelo Thaddaeus Kumalo (* 2. Juli 1954 in Gogela) ist ein südafrikanischer Geistlicher und römisch-katholischer Bischof von Witbank.

## Leben
Xolelo Thaddaeus Kumalo empfing am 10. Oktober 1991 durch Bischof Hubert Bucher das Sakrament der Priesterweihe für das Bistum Bethlehem.
Am 11. März 2008 ernannte ihn Papst Benedikt XVI. zum Bischof von Eshowe. Der Bischof von Bethlehem, Hubert Bucher, spendete ihm am 7. Juni desselben Jahres die Bischofsweihe; Mitkonsekratoren waren der Erzbischof von Durban, Wilfrid Fox Kardinal Napier OFM, und der Erzbischof von Johannesburg, Buti Joseph Tlhagale OMI.
Papst Franziskus ernannte ihn am 25. November 2020 zum Bischof von Witbank. Die Amtseinführung erfolgte am 20. März 2021.